# 采花节
采花节是中国白龙江流域甘肃南端的博峪藏区的节日风俗，博峪藏区素有甘肃西双版纳之称。在每年的农历五月初五，当地的男女老少一起举行采花节。采花节是花神的祭节。

## 抢水
采花节的第一天，人们前往附近的山泉旁，用双手捧水痛饮，或者打水回家洗发、洗身。传说节日的那一天，山泉中的水有消灾怯病，可给人带来吉祥。

## 采花
枪水活动结束，人们就开始准备第二天上山的采花，各家父母将女儿精心装扮，美貌秀丽的藏族少女美如天仙。当第二天太阳升起来的时候，人们便为上山的姑娘们送行，姑娘们唱着《告别歌》在领队的带领下向山里进发。路途气氛活跃，大家用歌唱的形式来进行问答或者唱起《上山歌》。到了刺儿坎上，姑娘们支锅做饭，男人们在祭祀花神的地方插上木刀、木斧、木箭，祈祷花神保佑风调雨顺、五谷丰登。

祭祀完毕，采花开始了。姑娘小伙子们结伴向花丛中走去，采集那些花儿插在姑娘们的发辫上。

第二天，在上山的人们唱起了《离别歌》，下山后，村庄里的乡亲们都已经等候在那里，由迎接中的妇女边敬酒边唱起《敬酒歌》为上山采花姑娘们洗尘。姑娘们则唱起《谢酒歌》。人们一起跳起了当地的罗罗舞来欢庆节日。